# JKW
株式会社JKW（ジェイケーダブリュー）は、日本の溶接棒販売企業。神戸製鋼所グループの一員。

## 概要
JFEブランドの溶接材料（ソリッドワイヤ、サブマージアーク溶接用ワイヤ・フラックス、フラックス入りワイヤ、被覆アーク溶接棒）の販売
- 本社 - 東京都台東区蔵前2-17-4 JFE蔵前ビル3階
- 東京営業部 - 東京都台東区蔵前2-17-4 JFE蔵前ビル3階
- 大阪支社 - 大阪府大阪市淀川区宮原3-5-24 新大阪第一生命ビル4階
- 名古屋支社 - 愛知県名古屋市中村区名駅3-28-12 大名古屋ビルヂング10階
- 東北営業所 - 宮城県仙台市青葉区国分町3-4-33 仙台定禅寺ビル2階
- 中国営業所 - 広島県福山市船町7-25 ケイエースビル8階
- 九州営業所 - 福岡県福岡市博多区千代1-17-1 パピヨン24 5階

## 沿革
- 1954年（昭和29年）3月 - 川崎製鉄（後のJFEスチール）の溶接棒の販売を主目的として資本金50万円 をもって大阪市に常盤産業を設立
- 1969年（昭和44年）10月 - 川鉄商事の関連会社となる
- 1981年（昭和56年）3月 - 川商溶材販売株式会社（ケーエス産業より商権及び営業財産の譲渡を受け、55年3月設立）を合併し社名を川商溶材販売株式会社に変更、資本金3500万円となる
- 1999年（平成11年）7月 - 川崎製鉄の第三者割当増資引受により資本金3500万円から8000万円に増資、同時に社名を川鉄溶接棒株式会社に変更し川崎製鉄の関連会社となる
- 2003年（平成15年）4月 - 川鉄溶接棒株式会社からJFE溶接棒株式会社へ社名変更
- 2005年（平成17年）4月 - JFEスチールおよびJFE商事が神戸製鋼所に株式を譲渡し（神戸製鋼所80%、JFE商事20%）、神戸製鋼所の関連会社となる
- 2009年（平成21年）4月 - 株式会社JKWへ社名変更